# Yao Yawen
Yao Yawen, född 2 februari 1967, är en kinesisk bågskytt. Hon deltog vid olympiska sommarspelen 1988.